# TT345
TT345 (Theban Tomb 345) è la sigla che identifica una delle Tombe dei Nobili ubicate nell'area della cosiddetta Necropoli Tebana, sulla sponda occidentale del Nilo dinanzi alla città di Luxor, in Egitto. Destinata a sepolture di nobili e funzionari connessi alle case regnanti, specie del Nuovo Regno, l'area venne sfruttata, come necropoli, fin dall'Antico Regno e, successivamente, sino al periodo Saitico (con la XXVI dinastia) e Tolemaico.

## Titolare
TT345 era la tomba di:
| Titolare  | Titolo                                                      | Necropoli           | Dinastia/Periodo            | Note |
| --------- | ----------------------------------------------------------- | ------------------- | --------------------------- | ---- |
| Amenhotep | Prete wab; il Figlio più grande (primogenito) di Thutmosi I | Sheikh Abd el-Qurna | XVIII dinastia (Thutmosi I) |      |

## Biografia
Senidhout era il nome del padre, Takhrod quello della madre e Neferhotep il nome di un fratello; Renay il nome della moglie.

## La tomba
Da un cortile antistante, un breve corridoio, sulle cui pareti (1 in planimetria) il defunto e la moglie offrono incensi e preparano offerte per la Festa del Nuovo Anno. immette in una sala trasversale che precede una sala longitudinale, ortogonale alla prima, nella caratteristica forma a "T" rovesciata propria delle sepolture del periodo. Sulle pareti della sala trasversale: una fanciulla in offertorio al defunto e alla moglie e due file di uomini, con oli e lampade, e due di donne con unguenti e abiti. Poco oltre una stele (3) con due registri sovrapposti: il defunto in adorazione di Osiride e di Anubi e due figlie (di cui non viene indicato il nome) che offrono unguenti e abiti ai genitori durante una festa dedicata a Nehebkau; sui lati della stele, inni dedicati a Osiride e Anubi. Poco oltre (4) un prete conteggia il grano in presenza del defunto e della moglie. Su altra parete (5) il defunto e la moglie ricevono doni per la festa del Nuovo Anno in onore di Nehebkau mentre, su tre registri, si svolge un concerto tenuto da musiciste (tra cui una suonatrice di flauto doppio), suonatrici di tamburelli e arpiste, in presenza di pubblico. Sul lato corto (6), in doppia scena, il defunto in offertorio ai propri genitori e al fratello Neferhotep e a sua moglie, sotto la cui sedia è nascosta una scimmia che mangia una cipolla; poco oltre (7), il defunto e la propria famiglia in scene di uccellagione e pesca. Nel corridoio che immette nella sala longitudinale (8), un uomo (?) adora Osiride. Sul soffitto testi di Mery, Sovrintendente dei lavoratori dei campi di Amon, verosimilmente titolare originario della tomba che deve, perciò, intendersi usurpata da Amenhotep.
Proviene dalla TT345 una statua lignea del defunto (?) e della moglie dedicata dal figlio "Akheperkarsoneb, Prete di Aakheperkara (Thutmosi I)" oggi al Museo Puškin delle belle arti (cat. 1.1.a. 2103 e 2099), collezione Goleniščev (cat. 1005-1006)

### Annotazioni
1. ↑  La numerazione dei locali e delle pareti segue quella di Porter e Moss 1927, p. 400.
2. ↑  La prima numerazione delle tombe, dalla numero 1 alla 252, risale al 1913 con l'edizione del "Topographical Catalogue of the Private Tombs of Thebes" di Alan Gardiner e Arthur Weigall. Le tombe erano numerate in ordine di scoperta e non geografico; ugualmente in ordine cronologico di scoperta sono le tombe dalla 253 in poi.
3. ↑  I campi della Duat, ovvero l'aldilà egizio, si trovavano, secondo le credenze, proprio sulla riva occidentale del grande fiume.
4. ↑  Nella sua epoca di utilizzo, l'area era nota come "Quella di fronte al suo Signore" (con riferimento alla riva orientale, dove si trovavano le strutture dei Palazzi di residenza dei re e i templi dei principali dei) o, più semplicemente, "Occidente di Tebe".
5. ↑  le Tombe dei Nobili, benché raggruppate in un'unica area, sono di fatto distribuite su più necropoli distinte.
6. ↑  Le note, sovente di inquadramento topografico della tomba, sono tratte, fino alla TT252, dal "Topographical Catalogue" di Gardiner e Weigall, ed. 1913 e fanno perciò riferimento alla situazione dell'epoca.
7. ↑  I preti "wab", ma anche "uab", o "uebu", appartenevano al basso clero ed erano incaricati della manutenzione degli strumenti del culto e degli oggetti comunque ad esso connessi. A loro competeva il lavacro e l'abbigliamento giornaliero della statua del dio presso cui operavano e il trasporto della stessa statua (generalmente su una barca sacra) durante le cerimonie. Erano gerarchicamente sottoposti a un "grande prete wab" cui competevano le operazioni giornaliere di culto della divinità.
8. ↑  Come il titolo "Padre del Dio", con riferimento al re, anche il titolo di "Primogenito" del re poteva essere del tutto simbolico e rappresentare solo un particolare legame o favore con il regnante; è il caso di Amenhotep che, infatti, dalle notizie biografiche ricavabili dalla sua tomba, risulta avere genitori non di lignaggio reale.
9. ↑  Nehebkau: Dio legato al mondo dell'oltretomba, secondo una leggenda minore generato dalla dea Renenet e dal dio Geb.

### Fonti
1. ↑  Gardiner e Weigall 1913.
2. ↑  Donadoni 1999,  p. 115.
3. ↑  Porter e Moss 1927, p. 412.
4. ↑  Porter e Moss 1927, p. 413.
5. ↑  Porter e Moss 1927,  pp. 413-414.
6. ↑  Porter e Moss 1927,  p. 414.